# Blainville
Blainville – miasto w Kanadzie, w prowincji Quebec, w regionie Laurentides i MRC Thérèse-De Blainville. Jest jednym z najszybciej rosnących miast w regionie, w latach 1996-2006 liczba ludności wzrosła o 57,1%.
Liczba mieszkańców Blainville wynosi 46 493. Język francuski jest językiem ojczystym dla 91,4%, angielski dla 2,8% mieszkańców (2006).